# Scandal Copy Band/Vocalist Contest
A Scandal Copy Band/Vocalist Contest (SCANDALコピーバンド／ヴォーカリストコンテスト) a Scandal japán pop-rock együttes és a Teena weblap közös szervezésű dalversenye, melyet 2010 és 2015 között rendeztek meg. Az együttesnek, és így a versenynek is meghatározó szerepe van az úgynevezett második girls band boom (ガールズバンドブーム) jelenségre vagyis a szigetország hangszeren játszó női együtteseinek számának nagyarányú növekedésére.

## Története
A versenysorozatot, melyre kizárólag középiskolás lányok jelentkezhettek 2010 júliusában jelentette be a Teena. A rendezvényen a jelentkezők kizárólag a Scandal nagykiadós diszkográfiájából adhattak elő dalokat. Első kiadására 352 együttes és összesen 1123 fő jelentkezett. A 450 férőhelyes tokiói ESP Zeneakadémián megtartott harmadik, döntő körre 7 előadó, a White Bunny, a Flap, a Hi-Lab, a Pinky Ring, a Joker és az Incato együttesek, illetve Júgó szólóelőadó jutott be. A zsűri a Scandal tagjaiból, a Kitty Records és a Pearl Drums képviselőiből, illetve egy rajongóból állt. Öt díjat osztottak ki; a Haruna-díjat a legjobb énekesnek, a Mami-díjat a legjobb gitárosnak, a Tomomi-díjat a legjobb basszusgitárosnak, a Rina-díjat a legjobb dobosnak, illetve a fődíjat az összesített legjobb előadónak. A versenyt végül a Hi-Lab nyerte meg.
A verseny második kiadásának döntőjét 2011. december 11-én tartották, szintén az ESP Zeneakadémián. A versenyre 486 előadó adta be a jelentkezését, ebből a Tancobuchin, a Hi-Rozalia, a Honey+, a Spunky, a No Name, a Dolls és a Joker jutott el a döntőig. A versenyt végül a Dolls nyerte meg.
A verseny harmadik felvonásának döntőjét immár az 1500 férőhelyes Shibuya-AX koncertteremben tartották meg 2012. december 9-én. A versenyre 510 előadó jelentkezett, a döntőig a Chee bur, a Sasami Street, a Lechery, a Cherish, a My Pace, a Tancobuchin, a Panna cotta, a Doll és a Crazy Zone együttesek, illetve Kahori és Hana Kai szólóelőadók jutottak el. A versenyt végül a Doll nyerte meg.
A verseny negyedik kiadását szintén a Shibuya-AX-ben rendezték meg 2013. február 22-én. A versenyre 550 előadó jelentkezett, a döntőig a Kanikapila, az SDL, a Wisdom, a Rank, a Jaszókjoku, a No Name, a Noizy és a Shilpen zenekarok jutottak el. Ettől az évtől egy különdíjat is kiosztottak. A versenyt fődíját végül a Kanikapila, különdíját a No Name nyerte meg.
A verseny ötödik évadának döntőjét az 1884 férőhelyes Sinagava Stellar Ball koncertteremben tartották meg 2014. december 14-én. A versenyre 614 előadó adta le a jelentkezését, ebből az N-pop Project, az R-glay, a Rank, a Hi-Dear, a Limit, a Hikahoric és a Winry’s jutott be a döntőbe. A versenyt fődíját végül a Hikahoric, különdíját a Winry’s nyerte meg.
A dalverseny 2015-ös felvonásának döntőjét szintén a Sinagava Stellar Ballban tartották meg 2015. november 3-án.
A Dolls és a Kanikapila együtteseknek a Kitty Records lemezszerződést is ajánlott a versenyen elért teljesítményükért.

## Nyertesek
| Év   | Díj                             | Díj                     | Díj                              | Díj                                       | Díj      | Díj                 |
| Év   | Haruna-díj                      | Mami-díj                | Tomomi-díj                       | Rina-díj                                  | Különdíj | Nagydíj             |
| ---- | ------------------------------- | ----------------------- | -------------------------------- | ----------------------------------------- | -------- | ------------------- |
| 2010 | Júgó                            | Csika (Pinky Ring)      | Ocu Nozomi (Hi-Lab)              | Aszami (Flap)                             | —        | Hi-Lab              |
| 2011 | Jukiko (Honey+)                 | Csikako (Joker)         | Nodoka (Tancobuchin)             | Honoka (No Name)                          | —        | Dolls               |
| 2012 | Nanami (Doll)                   | Mizuho (Chee bur)       | Ajame (Lechery)                  | Rina (My Pace)                            | Chee bur | Doll                |
| 2013 | Tabata Hina (No Name)           | Josii Szanae (SDL)      | Hidesima Nacuki (Wisdom)         | Szugita Rio (Rank)                        | No Name  | Kanikapila          |
| 2014 | Hidzsikata Kaori (Hikahoric)    | Josizava Moe (Limit)    | Tabata Koto (Rank)               | Szugita Rio (Rank)                        | Winry’s  | Hikahoric           |
| 2015 | Macuoka Siho (Cuki no Milk Tea) | Nakata Tomoka (Hi-Dear) | Kóno Mikan (Namamugi otome Band) | Kodzsima Takumi (Shioka with The 5 Stars) | —        | Namamugi otome Band |